# Liste der Auslandsvertretungen Maltas

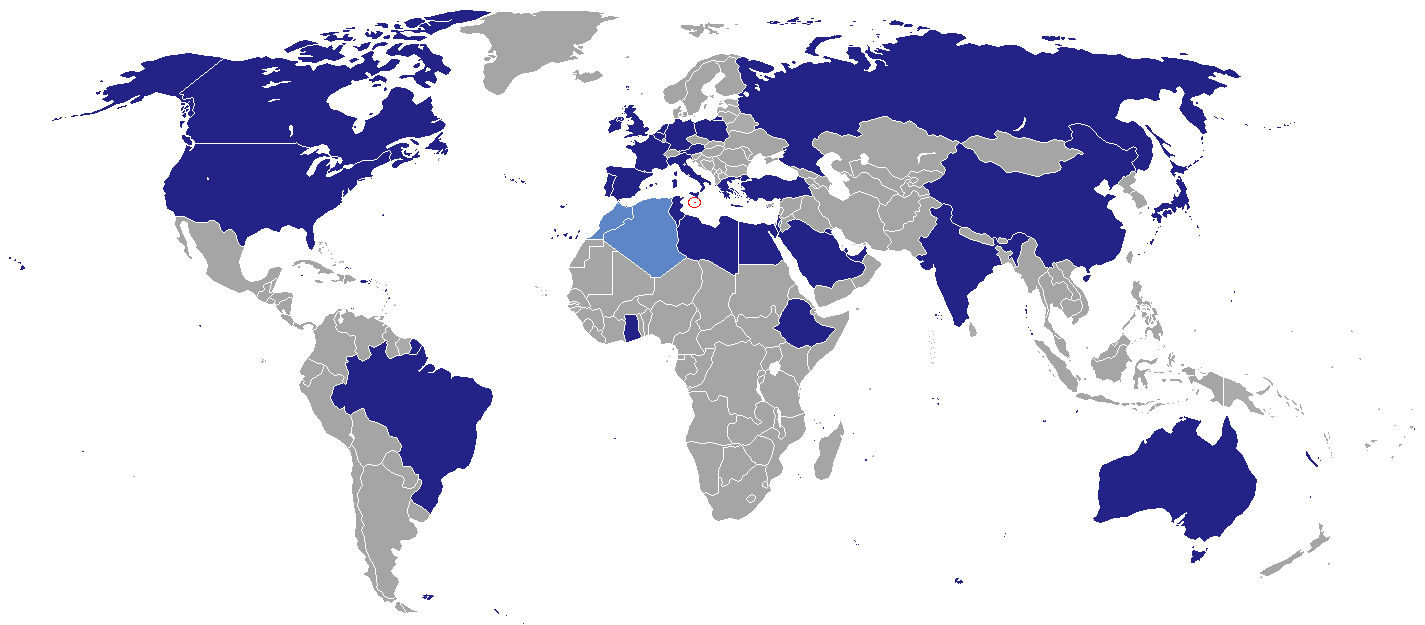
Standorte der diplomatischen Vertretungen Maltas

Dies ist eine Liste der diplomatischen Vertretungen Maltas. Malta unterhält ein Netzwerk von knapp 30 Botschaften weltweit.

## Diplomatische Vertretungen

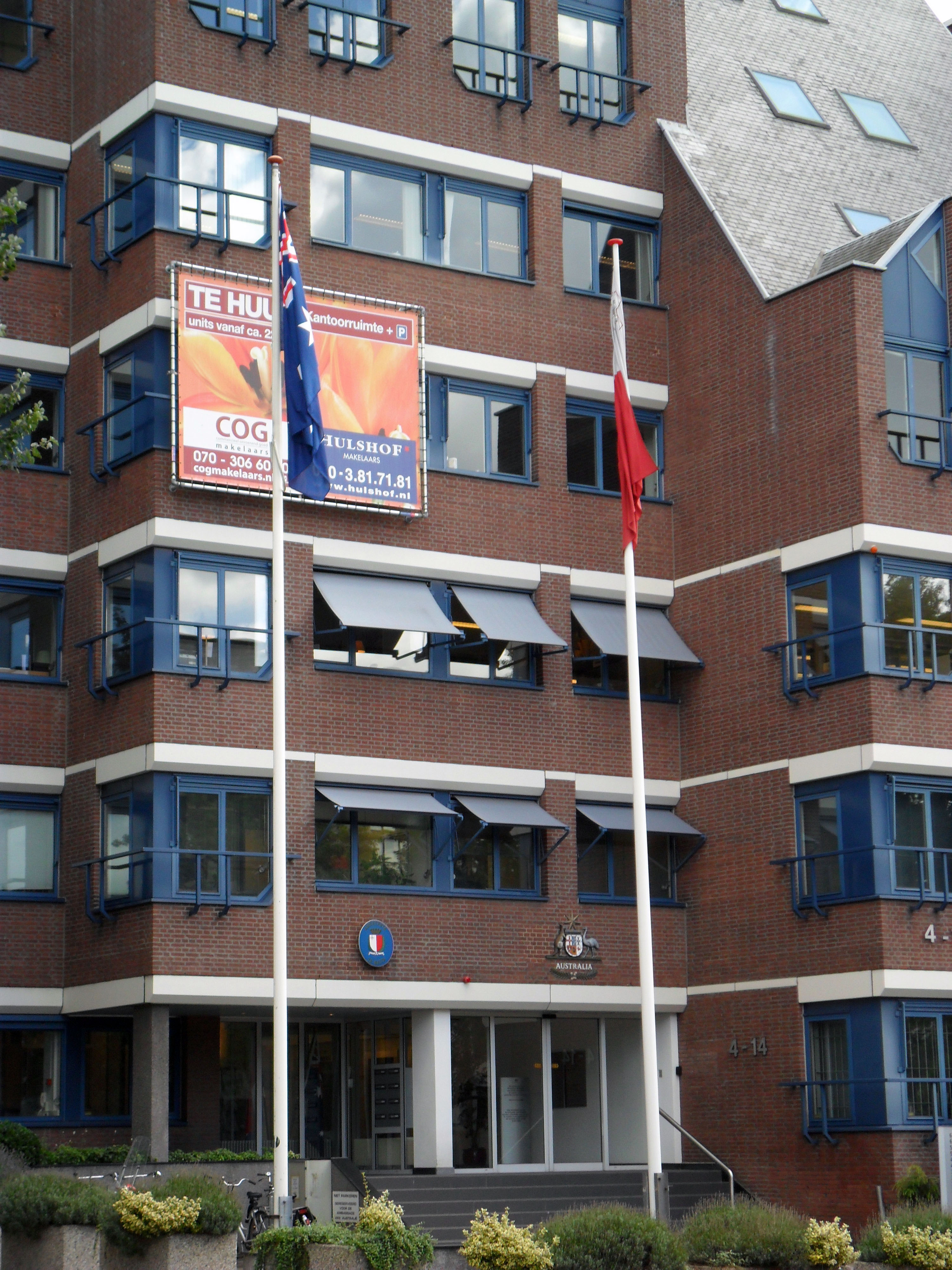
Maltesische Botschaft in Den Haag

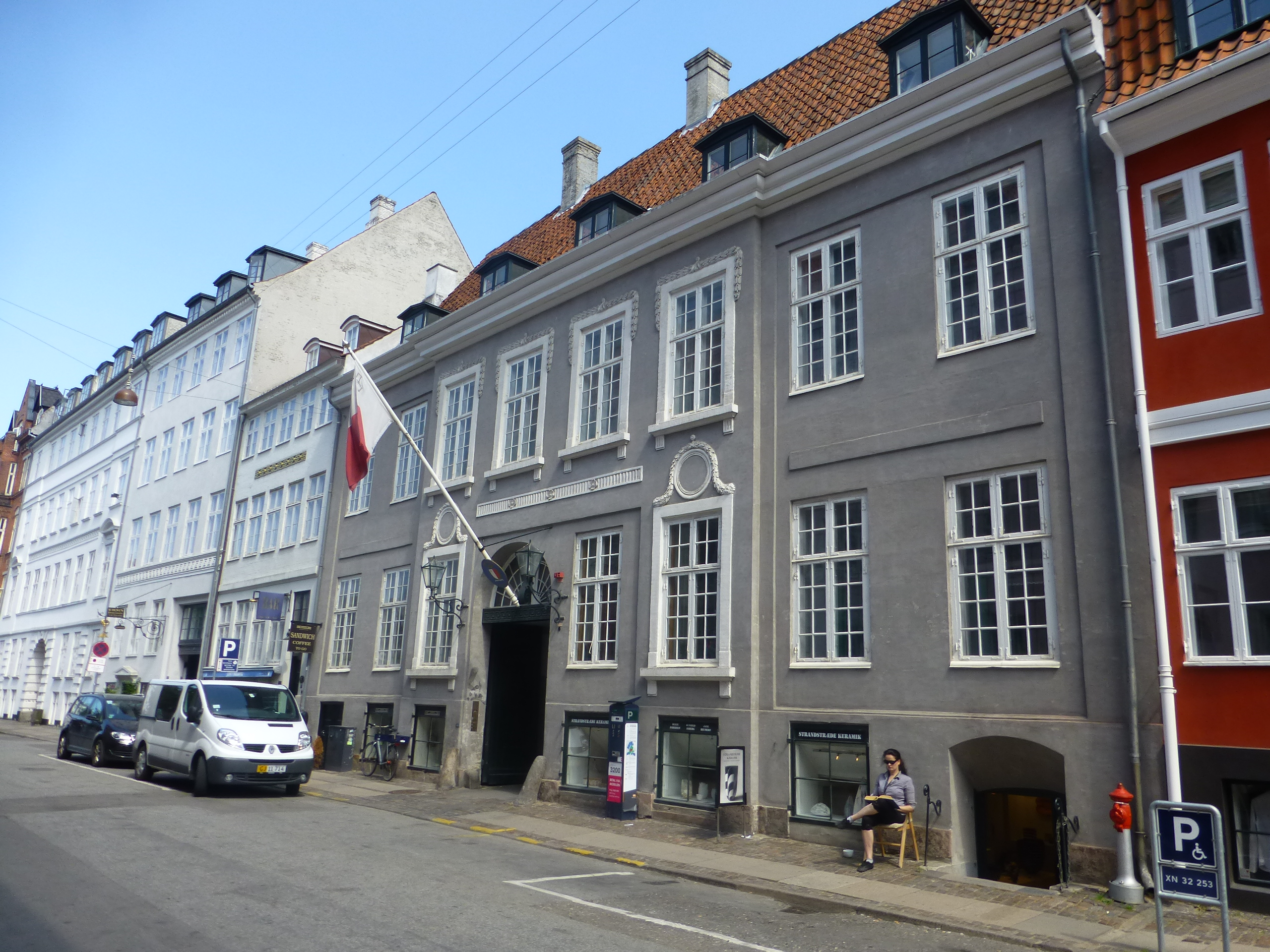
Maltesische Botschaft in Kopenhagen

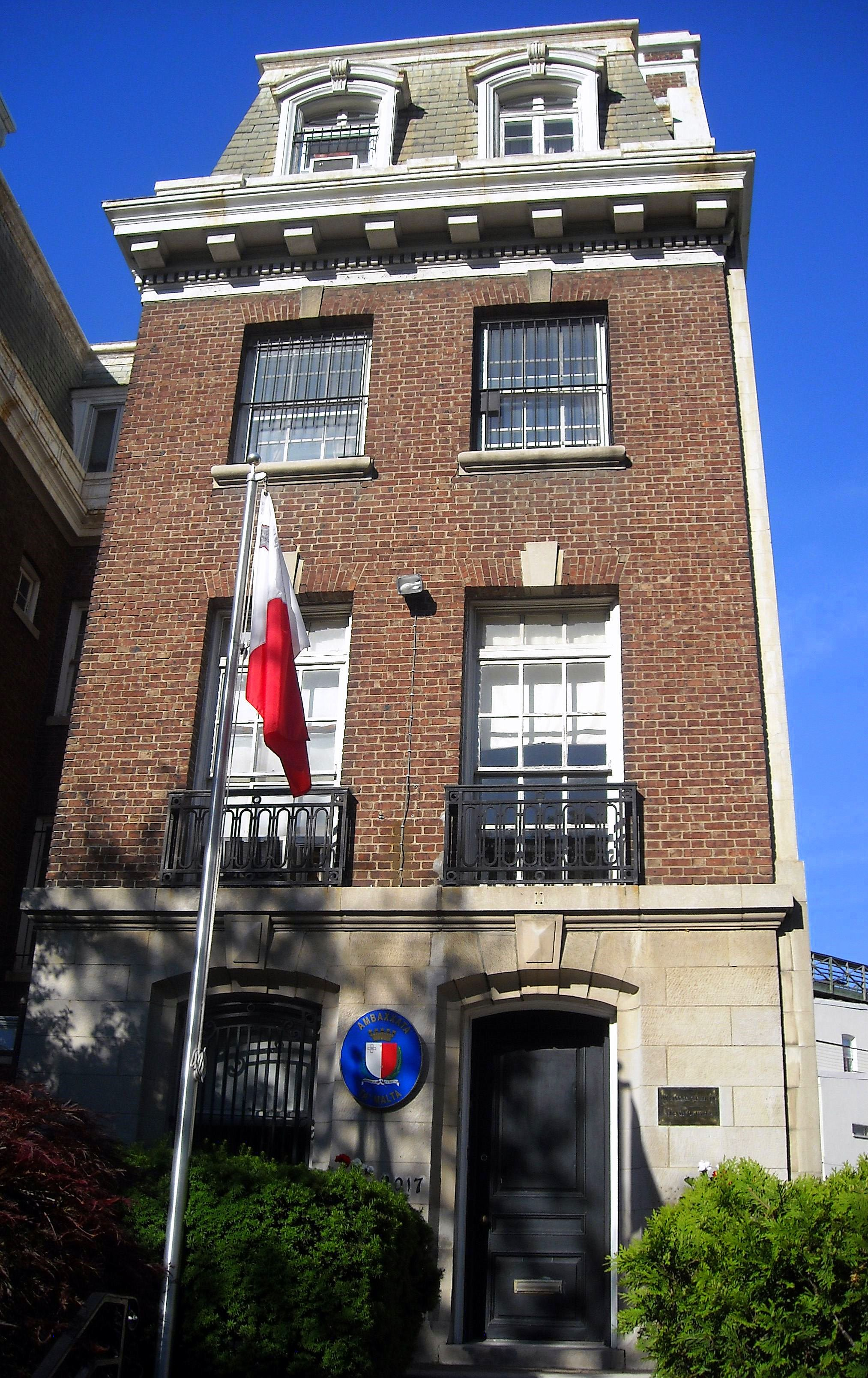
Maltesische Botschaft in Washington, D.C.

### Afrika
- Ägypten: Kairo, Botschaft
- Äthiopien: Addis Abeba, Botschaft
- Algerien: Algier, Konsulat
- Ghana: Greater Accra, Hohe Kommission
- Libyen: Tripolis, Botschaft
- Marokko: Casablanca, Generalkonsulat
- Tunesien: Tunis, Botschaft

### Asien
- Volksrepublik China: Peking, Botschaft
- Volksrepublik China: Shanghai, Generalkonsulat
- Indien: Neu-Delhi, Hohe Kommission
- Israel: Tel Aviv, Botschaft
- Japan: Tokio, Botschaft
- Katar: Doha, Botschaft
- Kuwait: Kuwait-Stadt, Botschaft
- Palästina: Ramallah, Verbindungsbüro
- Saudi-Arabien: Riad, Botschaft
- Vereinigte Arabische Emirate: Abu Dhabi, Botschaft
- Vereinigte Arabische Emirate: Dubai, Generalkonsulat

### Australien und Ozeanien
- Australien: Canberra, Hohe Kommission
- Australien: Melbourne, Generalkonsulat
- Australien: Sydney, Generalkonsulat

### Europa
| - Belgien: Brüssel, Botschaft - Dänemark: Kopenhagen, Botschaft - Deutschland: Berlin, Botschaft - Frankreich: Paris, Botschaft - Griechenland: Athen, Botschaft - Irland: Dublin, Botschaft - Italien: Rom, Botschaft - Niederlande: Den Haag, Botschaft | - Österreich: Wien, Botschaft - Polen: Warschau, Botschaft - Portugal: Lissabon, Botschaft - Russland: Moskau, Botschaft - Spanien: Madrid, Botschaft - Türkei: Ankara, Botschaft - Türkei: Istanbul, Generalkonsulat - Vereinigtes Königreich; London, Hohe Kommission |

### Amerika
- Brasilien: Brasília, Botschaft
- Kanada: Toronto, Generalkonsulat
- Vereinigte Staaten: Washington, D.C., Botschaft

## Vertretungen bei internationalen Organisationen
- Europäische Union: Brüssel
- Europarat: Straßburg
- Vereinte Nationen: New York
- Vereinte Nationen: Genf
- Organisation für Sicherheit und Zusammenarbeit in Europa (OSZE): Wien